# Tesoura de braço
 (janvier 2021).
La Tesoura de braço (litt. "ciseaux de bras", en portugais) est un mouvement déséquilibrant de capoeira qui consiste à faire tomber son adversaire en coinçant son bras entre les jambes pour l'obliger à le mettre au sol.

## Technique (exemple)
- Quand l'adversaire a les mains au sol, placer la jambe gauche devant son bras gauche, en l'immobilisant derrière le mollet. Tout en s'appuyant avec la main gauche à plat au sol.
- Caler la cuisse droite sous l'aisselle gauche de l'adversaire, puis faire pression avec pour le faire tomber vers l'avant.
- Il est conseillé d'agripper le bassin (par la corde, l'habit ou la hanche) de l'adversaire avec la main droite et de le tirer vers l'avant pour assister le mouvement.